# Ilirska Bistrica
Ilirska Bistrica (pronunciación: [iˈliːɾska ˈbiːstɾitsa]; alemán: Illyrisch Feistritz; italiano: Villa del Nevoso, hasta 1927: Bisterza) es una localidad eslovena, capital del municipio homónimo en el suroeste del país.
En 2018 tiene 4276 habitantes.
Fue fundada como fortaleza en el siglo XII, cuando el territorio formaba parte de la Marca de Carniola. Sus primeras menciones como localidad aparecen algo más tarde, en torno al año 1300. Originalmente solo se llamaba Bistrica, pero cuando se formó el Imperio austríaco tuvo que añadir el adjetivo Ilirska (Illyrisch) en referencia al reino de Iliria para diferenciarse de otras Bistrica del imperio como Slovenska Bistrica y Banská Bystrica. Estuvo bajo control austriaco hasta que en 1920 fue anexionada por el reino de Italia. Tras la Segunda Guerra Mundial pasó a formar parte de Yugoslavia.
Se ubica a orillas del río Reka, sobre la carretera 6 que une Rijeka con Liubliana.